# Gibson Reservoir
Pour les articles homonymes, voir Gibson.
Gibson Reservoir est un plan d'eau artificiel situé juste au sud de Bob Marshall Wilderness, à 20 milles (32 kilomètres) au nord-ouest d'Augusta (en), dans le Montana. Il fait partie de la ligne de comté entre les comtés de Teton et Lewis & Clark. Le réservoir est formé par l'arche en béton du barrage Gibson et soutient l'eau entre un col vallonné sur environ 3 miles. L'eau du barrage est initialement fournie par le ruissellement printanier de la neige acheminée par la rivière North Fork Sun et la rivière South Fork Sun juste après la jonction des deux. Le réservoir est principalement utilisé pour le contrôle de l'irrigation .